# 土地公嶼
土地公嶼，又稱黑公嶼或烏公嶼，因全島烏黑的玄武岩而得名。為台灣澎湖縣白沙鄉的一個島嶼，面積約0.0027平方公里。島嶼位置在白沙鄉後寮村西北方約2.5公里，並與位於其東方的大白沙嶼（又稱白公嶼）相鄰僅500公尺，乾潮時可步行而至。土地公嶼最高處約高6公尺。